# Sternotherus carinatus
La tartaruga del muschio carenata (Sternotherus carinatus Gray, 1855), è una tartaruga carnivora membro della famiglia Kinosternidae. Di piccole dimensioni, lo scudo esterno raggiunge solitamente una lunghezza tra i 13 e i 16 cm. La sua zona di distribuzione è nel centro-sud degli Stati Uniti, dove, nonostante alcune minacce derivate dalle attività dell'uomo, è considerata una specie a basso rischio.
Per via delle piccole dimensioni, questo rettile è spesso venduto e allevato come animale da compagnia. Questa tartaruga abita solitamente corsi d'acqua ricchi di piante acquatiche, fondali di sabbia, ghiaia e sassi, ma è possibile trovarla anche in laghi e paludi.

## Etimologia
Il nome Sternotherus è il risultato della fusione dei termini del greco antico στέρνον (stèrnon, "petto") e θαιρός (thairòs, "collegamento/cerniera"), perché lo scudo inferiore dell'animale è unito a quello superiore; carinatus ("a forma di carena") invece viene dal latino, per la somiglianza con l'omonima parte dello scafo delle navi. La denominazione "tartaruga del muschio", data alle specie del genere Sternotherus, fa riferimento alla capacità di diffondere una sostanza che odora di muschio da due paia di ghiandole.

## Storia
Nel 1855, John Edward Gray, che ne aveva trovato alcuni esemplari nella collezione di tartarughe del Museo di storia naturale a Londra, la descrisse nel 1861 negli The Annals and magazine of natural history in questi termini:

## Descrizione

### Dimensioni
Di piccole dimensioni, lo scudo superiore raggiunge solitamente una lunghezza compresa tra i 13 e i 16 cm (ma si è registrato un primato di 21 cm).

### Scudi superiore e inferiore
Lo scudo superiore è rigido e rivestito da altri scudi esterni. Di forma ovale, marroncino, è coperto da macchie scure e ha una linea a metà leggermente dentellata. Ai lati di questa, la sua superficie scende molto ripidamente. Anche le estremità laterali dello scudo superiore hanno un bordo dentellato. Su alcuni individui possono crescervi alghe. Tutte queste caratteristiche tendono a ridursi con l'età.
Lo scudo inferiore è giallo e non si allunga sotto la gola.

### Testa, collo e arti
La testa e il collo sono marrone chiaro e ricoperti da numerosi punti neri. Gli occhi hanno palpebre trasparenti, il muso è sporgente, come le narici, il collo largo e sono presenti due protuberanze sensoriali ai lati del muso. Infine, i piedi sono palmati.

### Differenza fra maschio e femmina
I maschi presentano una coda molto larga e lunga, generalmente estesa al di fuori dello scudo superiore, e gli scudi anali poco sviluppati. Le femmine, invece, hanno una coda piccola e scudi anali piuttosto sporgenti.

### Genetica

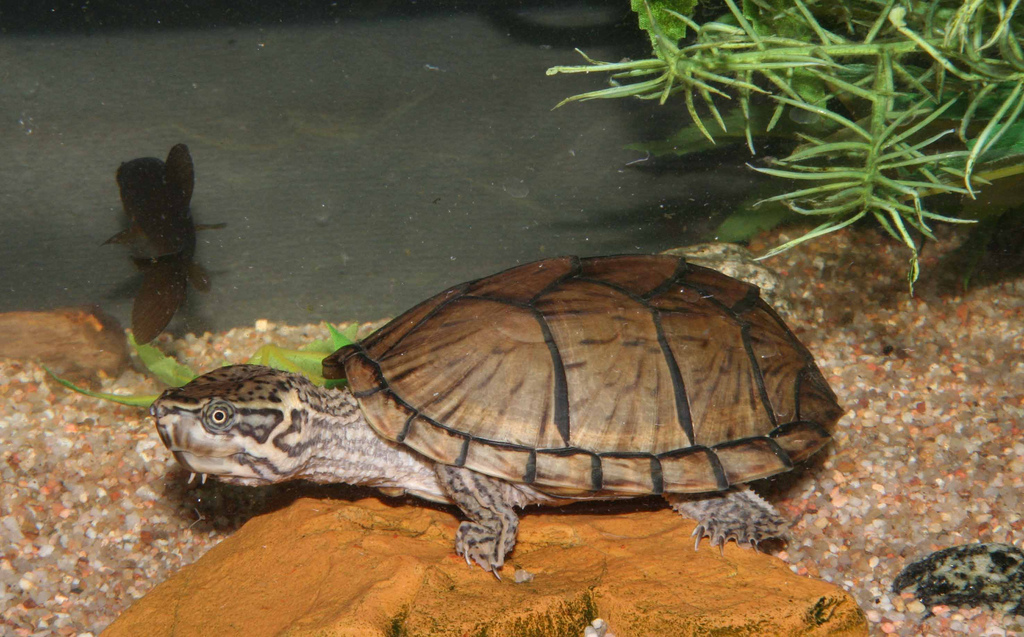
Ibrido di Sternotherus carinatus e Sternotherus odoratus

Nelle cellule il DNA è diviso in 56 porzioni (26 macrocromosomi e 30 microcromosomi).

## Biologia
Quasi del tutto acquatica ma poco adatta al nuoto, generalmente si avventura sulla terra solo per deporre le uova. Cammina sul fondo dei corsi d'acqua e trova nascondigli sotto rocce o radici.
In natura il periodo di attività va da marzo a novembre, con picchi giornalieri nelle fasce orarie 5:00-11:00 e 15:00-22:00 e una temperature oscillante tra i 14 e i 34 °C. Il letargo viene trascorso in buchi sotterranei lungo le rive.
Se minacciata libera una sostanza di cattivo odore prodotta da due paia di ghiandole poste sotto lo scudo inferiore e cerca di proteggersi mostrando un lato dello stesso scudo.

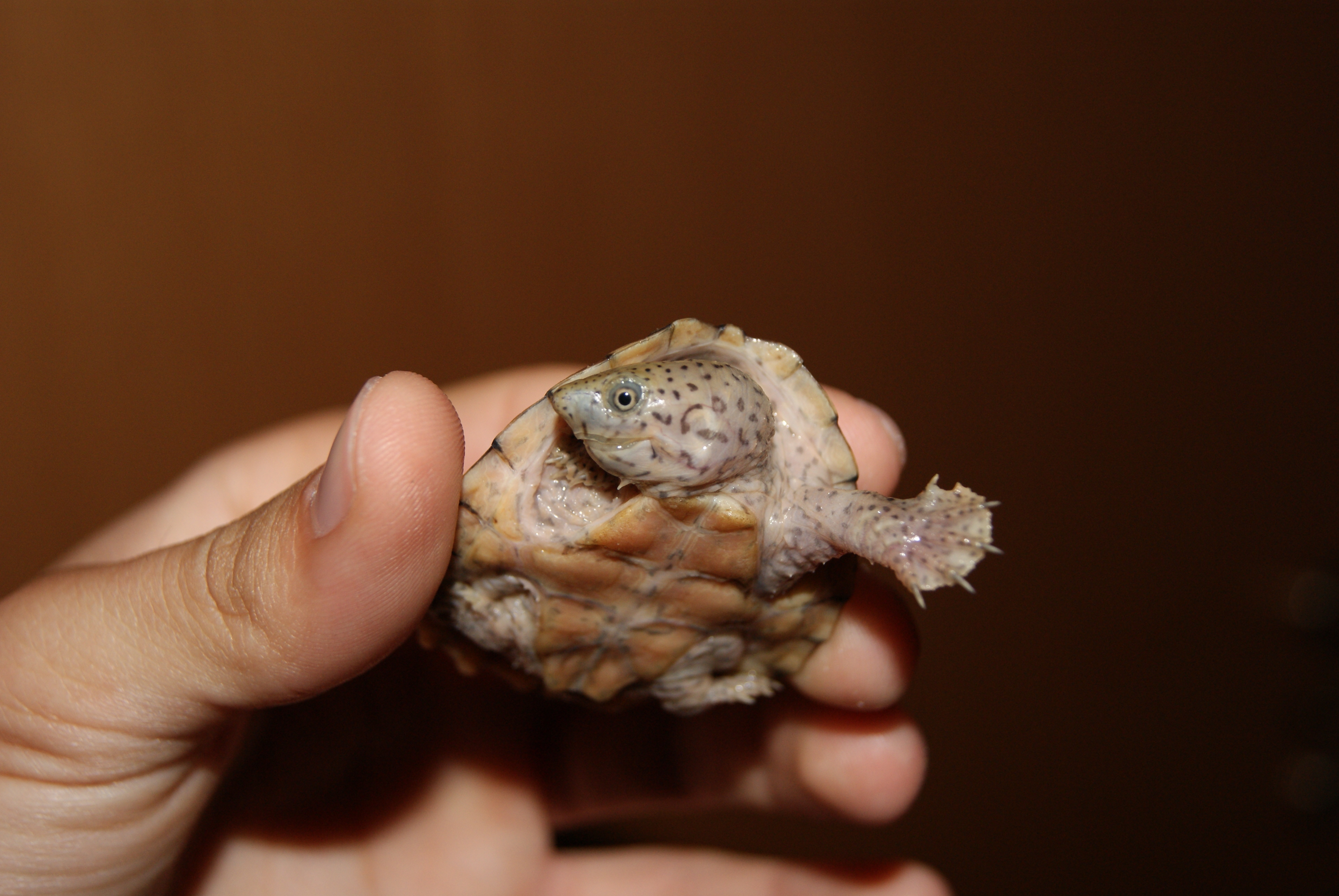
Esemplare di circa un anno

Recenti studi effettuati da un gruppo di ricercatori dell'Università di Vienna su Sternotherus odoratus, specie simile, hanno dimostrato che la lingua di questa tartaruga è ricoperta da cellule specializzate in grado di assorbire ossigeno dall'acqua e che l'ingestione di cibo avviene per aspirazione.
La velocità di crescita delle giovani tartarughe tende a rallentare con l'età. La speranza di vita si aggira intorno ai 30 anni.

### Alimentazione
Quasi esclusivamente carnivora, la dieta di questa tartaruga si basa principalmente su invertebrati acquatici e comprende insetti, molluschi (come le chiocciole) e gamberi. La ricerca di cibo avviene principalmente sul fondale dove vengono smosse con la testa sabbia e vegetazione.

### Riproduzione

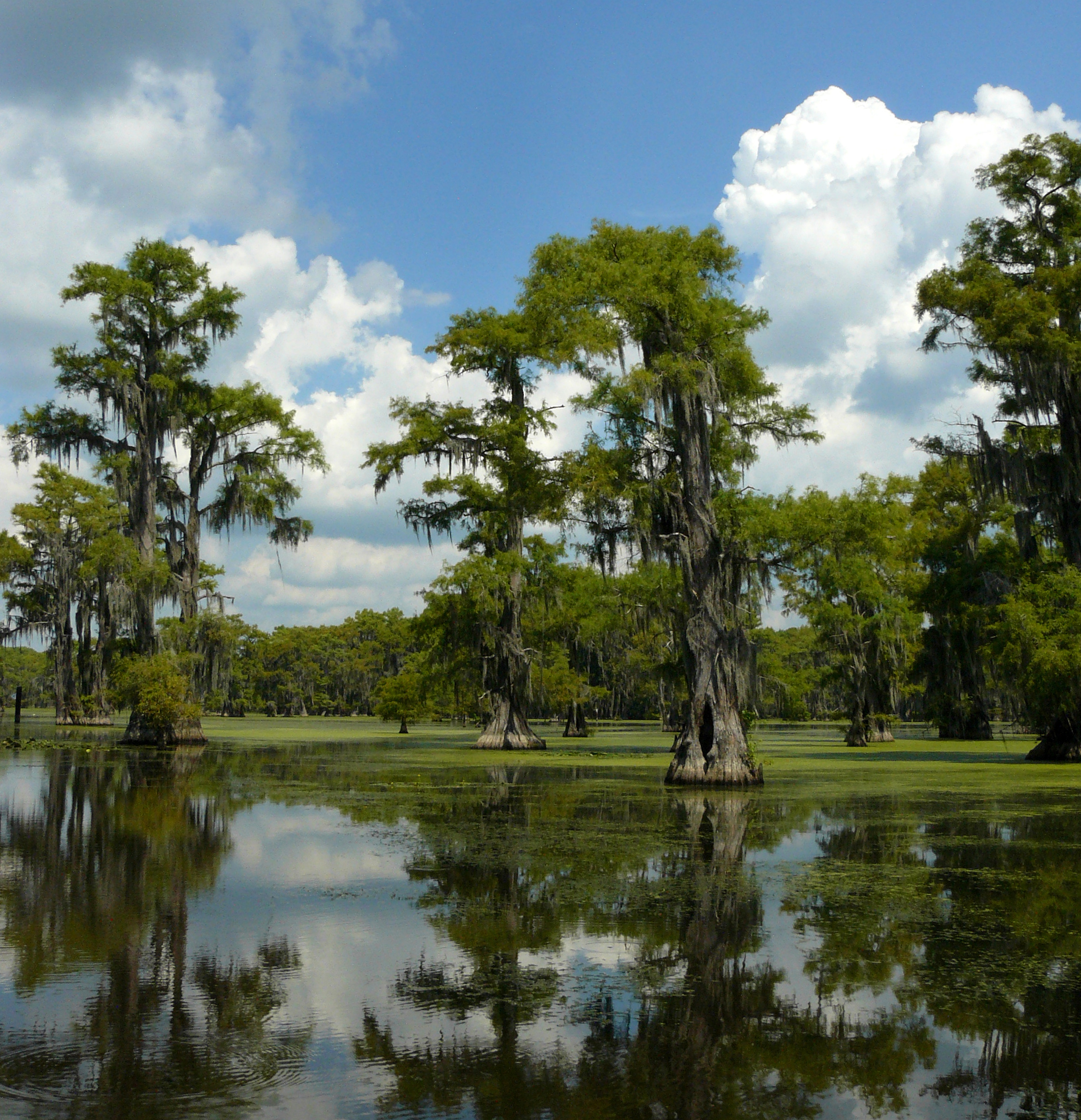
Lago Caddo (Texas), habitat tipico di questa tartaruga

Entrambi i sessi raggiungono la maturità tra il 4º e l'8º anno di vita (8–12 cm). La femmina depone solitamente fino a sette uova (lunghe 2/3 cm e larghe 1/2), due o tre volte durante l'estate. La schiusa avviene dopo 3-4 mesi a una temperatura tra 25 e 30 °C. A temperature intermedie (27 °C) è più facile che nascano maschi, al contrario ai limiti (25/30 °C) è maggiore la quantità di femmine. I neonati hanno una scarsa resistenza al freddo e questo ha probabilmente portato la specie a una migrazione nelle zone più a sud.

### Predatori
In natura è spesso preda di insetti (Dytiscidae), mammiferi (moffette e procioni), pesci (persici), uccelli (corvi, aquile e poiane), anfibi (rane toro) e altri rettili (tartarughe alligatore, Lampropeltis getula, serpenti "bocca di cotone" e alligatori).

## Distribuzione e habitat
Tartaruga nativa della regione Piney Woods, nel centro-sud degli Stati Uniti, è presente nel Texas centrale, nel sud-est dell'Oklahoma, nel sud dell'Arkansas, nella maggior parte della Louisiana e del Mississippi e nell'Alabama sud occidentale. Abita grandi corsi d'acqua ricchi di vegetazione acquatica e con fondali di sabbia, ghiaia e sassi, ma è possibile trovarla anche in laghi e paludi. Vive vicino ad alberi che sfrutta per scaldarsi al sole.

## Conservazione
La IUCN Red List classifica S. carinatus come specie a basso rischio (Least Concern).
Alcune popolazioni, in particolare quelle del fiume Pascagoula, sono minacciate dall'inquinamento, dalla rimozione del legno morto per la navigazione e dalla creazione di argini. Gli individui di questa specie, se catturati durante la pesca, rischiano di essere uccisi. Alcuni esemplari sono anche venduti come animali da compagnia. Tuttavia nessuna di queste minacce è considerata sufficientemente grave da mettere in rischio la sopravvivenza della specie nel prossimo futuro.